# Bitwa nad Hatcher’s Run
Bitwa nad Hatcher’s Run (zwana także bitwą o Dabney's Mill, Armstrong's Mill, Rowanty Creek, lub Vaughn Road) – bitwa stoczona w dniach 5–7 lutego 1865 roku w czasie wojny secesyjnej. Była jednym z szeregu działań ofensywnych podejmowanych przez siły unionistów podczas oblężenia Petersburga w celu przecięcia konfederackich linii zaopatrzeniowych wzdłuż utwardzonej drogi Boydton Plank Road i linii kolejowej Weldon RR na zachód od Petersburga. 
Plan unionistów zakładał skierowanie kawalerii gen. por. Davida McMurtrie Gregga na Boydton Plank Road z zadaniem niszczenia wozów z konfederackim zaopatrzeniem, podczas gdy piechota V i II Korpusu miała zapewniać jeździe wsparcie i spychać oddziały konfederackie na północ i na wschód.
5 lutego dywizja kawalerii Gregga dotarła do Dinwiddie Courthouse, a następnie - via Malone Road – dotarła do  Boydton Plank Road, trzy km na południe od „Ream's Station”. V Korpus, pod dowództwem gen. mjr. Gouverneura Warrena, ruszył na południowy zachód w kierunku Dinwiddie Courthouse starą drogą pocztową Rowanty Post Office/Billup's Post Office, półtora km na północ od Ream's Station. Korpus przekroczył wody rzeczki Rowanty Creek po moście zwanym Monk's Neck, zajmując pozycje obronne wzdłuż drogi Vaughan Road,  pomiędzy traktami Gravelly Run i Little Cattail Run, dla osłony prawego skrzydła Gregga i zapobieżenia ewentualnym próbom przeszkodzenia w operacji. 
Dwie dywizje II Korpusu gen. mjr. Andrew A. Humphreysa wyszły drogami Halifax Road i Vaughn Road nad brzeg Hatcher’s Run i skręciły na zachód ku Armstrong's Mill, na północ od strumienia, zabezpieczając prawe skrzydło Warrena. Jakiś czas później konfederacki gen. mjr John B. Gordon zaatakował siły II Korpusu od północy, zmierzając do oskrzydlenia prawej flanki Humphreysa w pobliżu młyna, ale został odparty. W ciągu nocy II Korpus został wzmocniony kawalerią V Korpusu oraz dywizją Gregga, która nie znalazła wielu wozów z zaopatrzeniem na Boydton Plank Road. To pozwoliło rozciągnąć linie unionistów na południe od Hatcher’s Run.  
6 lutego linie V Korpusu zostały zaatakowane przez elementy konfederackiej dywizji Gen.Div. Johna Pegrama. Konfederaci zostali odparci, ale kontratak poprowadzony przez Gen.Brig. Clementa Evansa powstrzymał napór unionistów. Po południu dywizje Pegrama i Williama Mahone'a uderzyły na centrum unionistów w pobliżu młyna Dabney's Mill, na południe od Hatcher’s Run. Szeregi unionistów zaczęły się cofać na północ od młyna, gdzie oficerom udało się uporządkować sytuację i utworzyć nową linię, równoległą do Hatcher’s Run. W tym starciu generał Pegram poniósł śmierć. 
W dniu 7 lutego Warren przypuścił generalny atak i odepchnął konfederatów odzyskując wszystkie pozycje utracone poprzedniego dnia. Wprawdzie postępy wojsk unionistów zostały zatrzymane, to jednak wydłużyli oni prace oblężnicze, obejmując działaniami Vaughan Road w miejscu przecięcia biegu Hatcher’s Run. Konfederaci utrzymali Boydton Plank Road, ale kosztowało ich to rozciągnięciem coraz cieńszych linii obronnych.